# Andreas Rauschmeier
Andreas „Andi“ Rauschmeier (* 9. September 1970 in Salzburg) ist ein ehemaliger österreichischer Skispringer.

## Werdegang
Rauschmeier bestritt am 3. Januar 1988 in Innsbruck sein erstes Weltcup-Springen, wurde dabei jedoch nur 105. und damit letzter. Auch in Bischofshofen drei Tage später konnte er mit Platz 73 keinen Erfolg erzielen. Bei der Junioren-Weltmeisterschaft 1988 in Saalfelden gewann er im Teamspringen die Goldmedaille. Auch die ersten Springen der Weltcup-Saison 1989/90 verliefen für Rauschmeier weniger erfolgreich. Erst am 14. Januar 1989 konnte er in Liberec überraschend Platz 4 erreichen und gewann so seine ersten Weltcup-Punkte. Auch in Harrachov einen Tag später gewann er mit Platz 14 zwei Weltcup-Punkte. Bei der Junioren-Weltmeisterschaft 1989 im norwegischen Vang gewann er hinter Kent Johanssen die Silbermedaille auf der Normalschanze und konnte im Team wie auch im Vorjahr die Goldmedaille gewinnen. Nachdem er zum Saisonabschluss in Planica noch einmal mit Platz 11 in die Punkte sprang, konnte er die Weltcup-Saison 1989/90 auf dem 37. Platz in der Gesamtwertung beenden. In der folgenden Saison 1990/91 gelang ihm mit einem 3. Platz in Engelberg erstmals und letztmals der Sprung aufs Siegerpodest. Zuvor hatte er in den Weltcup-Springen wechselnde Ergebnisse erzielt und war dabei nur selten in die Punkteränge gesprungen. Er beendete seine erfolgreichste Weltcup-Saison 1990/91 am Ende auf dem 28. Platz in der Weltcup-Gesamtwertung. Nachdem er in den folgenden zwei Jahren seine positiven Ergebnisse nicht wiederholen konnte und von 15 Weltcup-Springen nur zwei innerhalb der Punkteränge beendete, sprang er ab 1991 im Continental Cup (COC). Bereits in seiner ersten Saison 1991/92 konnte er den Continental Cup mit 175 Punkten in der Gesamtwertung gewinnen. Seine zweite Saison verlief nicht minder erfolgreich, jedoch konnte er trotz 296 erreichter Punkte auf Grund des neuen Wertungssystems nur noch den 18. Platz in der Gesamtwertung belegen. In seiner letzten Saison 1994/95 kam er nur noch auf den 84. Platz in der Gesamtwertung, woraufhin er seine aktive Skisprung-Karriere beendete.

## Erfolge

### Schanzenrekorde
| Ort       | Land    | Weite               | aufgestellt am   | Rekord bis      |
| --------- | ------- | ------------------- | ---------------- | --------------- |
| Engelberg | Schweiz | 124,0 m (HS: 137 m) | 11. Februar 1990 | 15. Januar 1994 |